# Chrysopilus turkestanus
Chrysopilus turkestanus är en tvåvingeart som beskrevs av Lindner 1931. Chrysopilus turkestanus ingår i släktet Chrysopilus och familjen snäppflugor. Inga underarter finns listade i Catalogue of Life.